# Napoleon Jozef Karel Paul Bonaparte

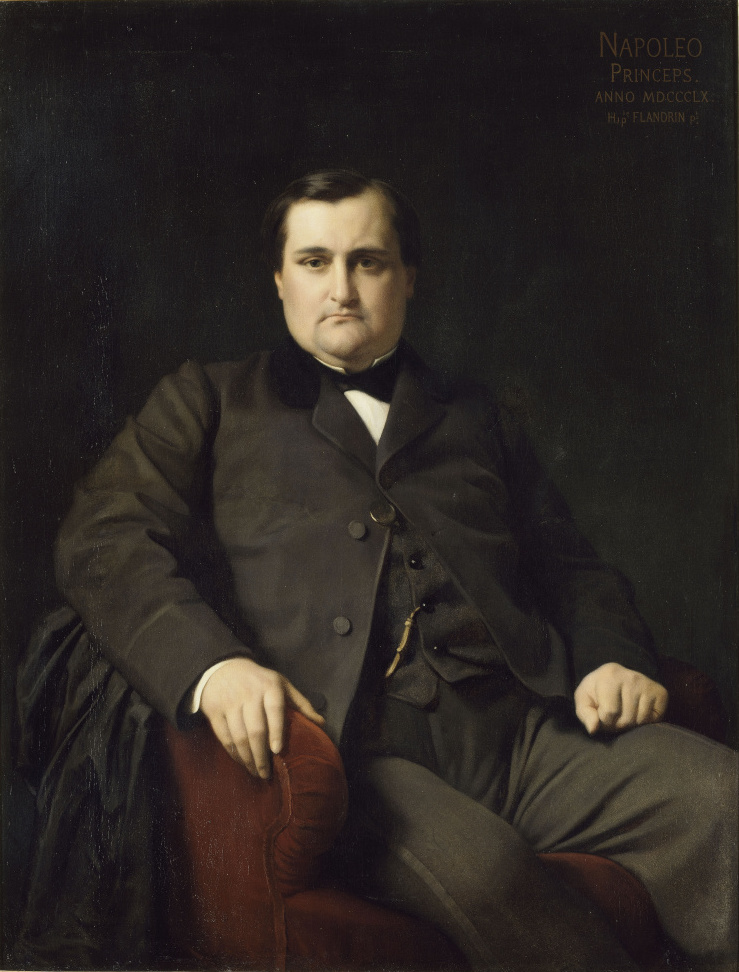
Prins Napoleon in 1860 door Jean-Hippolyte Flandrin

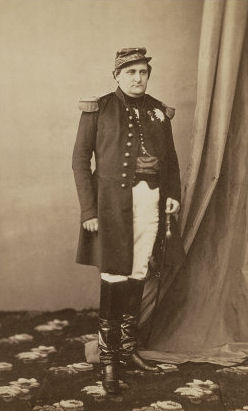
Prins Napoleon in 1855 door Roger Fenton

Napoleon Jozef Karel Paul Bonaparte (Triëst, 9 september 1822 – Rome, 17 maart 1891) was de tweede zoon van Jérôme Bonaparte, broer van Napoleon I, uit diens tweede huwelijk met prinses Catharina van Württemberg.
Hij vervulde verschillende militaire, diplomatieke en politieke posten en kwam vanwege zijn democratische en republikeinse ideeën meermaals in aanvaring met zijn neef Napoleon III. Na de dood van diens zoon Napoleon Eugène Lodewijk in 1879 werd hij hoofd van het Huis Bonaparte, maar hij was vanwege zijn politieke standpunten voor de meeste bonapartisten als troonpretendent niet aanvaardbaar. Hij is de stamvader van de huidige Bonapartes.

## Leven
Prins Napoleon, zoals hij bekend stond, werd geboren in Triëst in de Villa Necker. Hij bracht zijn jeugd door in Italië, maar werd in februari 1831 verbannen uit de Kerkelijke Staat. Hij bezocht sinds 1836 de Württembergse krijgsschool te Ludwigsburg en bereisde na zijn ontslag uit Württembergse dienst in 1840 de Duitse landen, Engeland en Spanje. Hij bezocht in 1845 Parijs, maar werd uitgewezen omdat hij contact zocht met de democratische oppositie. Al in 1847 werd het hem en zijn vader echter toegestaan naar Frankrijk terug te keren. Sinds de dood van zijn oudere broer Jérôme Napoleon Karel in datzelfde jaar noemde hij zich Napoleon (Jérôme).
Hij was in Parijs ten tijde van de Februarirevolutie (1848) en werd door Corsica in de Wetgevende Vergadering gekozen, waar hij zich democratisch en republikeins gezind toonde en zich inzette voor de verkiezing tot president van zijn neef Lodewijk Napoleon, de latere Napoleon III. Nadat die inderdaad president was geworden, werd prins Napoleon gezant te Madrid. Op reis daarheen hield hij te Bordeaux een toespraak waarin hij het beleid van zijn neef als reactionair betitelde. Toen hij na een berisping hiervoor ongeoorloofd zijn post verliet, kreeg hij zijn ontslag. In 1849 raakte hij zwaargewond in een duel met de redacteur van de Corsaire. Ondanks het conflict met zijn neef bleef hij in de gratie. Na diens keizerskroning in 1852 kreeg hij samen met zijn vader de titel van prins en bovendien de eerste plaats in de lijn van troonopvolging, in het geval dat Napoleon III kinderloos zou sterven.
Als divisiegeneraal (sinds 1853) nam hij in 1854 deel aan de Krimoorlog. Daar kreeg hij van zijn soldaten de bekende bijnaam Plon-Plon, mogelijk vanwege zijn vermeende angst voor lood (plomb). Hij werd enkele maanden later teruggeroepen en benoemd tot directeur van de Wereldtentoonstelling van 1855. In 1858 werd hij minister van Algerije en de Koloniën. Vanwege zijn mislukte hervormingsbeleid trad hij echter al een klein jaar later weer af. Hij leidde in de Italiaanse Onafhankelijkheidsoorlogen het 5e legerkorps en bezette Toscane. In 1864 werd hij voorzitter van de Geheime Kamer  en van de commissie voor de Wereldtentoonstelling van 1867. Bij een toespraak te Ajaccio in 1865 ventileerde hij nogmaals zijn liberale ideeën. Door het hieruit voortvloeiende conflict met Napoleon III diende hij voor beide functies zijn ontslag in. Na de verzoening belastte de keizer hem met diplomatieke missies, met name naar Italië, waar zijn schoonvader regeerde, en in 1868 naar Pruisen, dat hij moest polsen inzake de geplande annexatie van België. Hij verbleef gedurende de Frans-Duitse Oorlog (1870-1871) in Italië, keerde in oktober 1872 terug naar Frankrijk, maar werd al na enkele dagen door Adolphe Thiers uitgewezen. Hij werd in 1876 door Ajaccio in de Kamer van Afgevaardigden gekozen, waar hij ter linkerzijde zat. Bij de verkiezingen van 1877 verloor hij zijn zetel weer.
De dood van Napoleon Eugène Lodewijk in 1879 maakte Napoleon Jozef Karel Paul tot hoofd van het Huis Bonaparte. Hij had een grote hekel gehad aan de oude kroonprins, die hem van de eerste plaats in de lijn van troonopvolging had gestoten. Hoewel hij als familiehoofd werd erkend, bleef hij zijn republikeinse ideeën trouw en maakte hij tot 1883 geen aanspraak op de troon. De meeste bonapartisten achtten hem een onaanvaardbare kandidaat en gaven de voorkeur aan zijn oudste zoon Napoleon Victor, die er minder democratische ideeën op nahield en zichzelf in 1884 openlijk tot kandidaat voor de troon verklaarde. Ingevolge de pretendentenwet moest hij Frankrijk in 1886 verruilen voor Genève. In 1888 onderhield hij nog betrekkingen met de politicus Georges Boulanger, maar de nederlaag van diens partij in 1890 maakte een einde aan zijn hoop op een herstel van het keizerrijk. Hij stierf in 1891.

## Werk
- Napoléon et ses détracteurs (Parijs, 1887)

## Huwelijk en kinderen
Napoleon Jozef Karel Paul huwde in 1859 met Maria Clothilde van Savoye (1843-1911), een dochter van Victor Emanuel II, koning van Sardinië, sinds 1861 van Italië. Uit het huwelijk werden drie kinderen geboren:
- Napoleon Victor Jérôme Frédéric (1862-1926), hoofd van het Huis Bonaparte, gehuwd met Clementina van België, dochter van Leopold II
- Napoleon Lodewijk Jozef Jérôme (1864-1932)
- Marie Laetitia Eugénie (1866-1926), gehuwd met Amadeus van Aosta, voormalig koning van Spanje

## Voorouders
| Voorouders van Napoleon Jozef Karel Paul Bonaparte | Voorouders van Napoleon Jozef Karel Paul Bonaparte                          | Voorouders van Napoleon Jozef Karel Paul Bonaparte                          | Voorouders van Napoleon Jozef Karel Paul Bonaparte                            | Voorouders van Napoleon Jozef Karel Paul Bonaparte                            | Voorouders van Napoleon Jozef Karel Paul Bonaparte                                                            | Voorouders van Napoleon Jozef Karel Paul Bonaparte                                                            | Voorouders van Napoleon Jozef Karel Paul Bonaparte                                                         | Voorouders van Napoleon Jozef Karel Paul Bonaparte                                                         |
| -------------------------------------------------- | --------------------------------------------------------------------------- | --------------------------------------------------------------------------- | ----------------------------------------------------------------------------- | ----------------------------------------------------------------------------- | --- | --- | --- | --- |
| Overgrootouders                                    | Giuseppe Maria Buonaparte 1713-1763) ∞ Maria Saveria Paravicini (1715-1750) | Giuseppe Maria Buonaparte 1713-1763) ∞ Maria Saveria Paravicini (1715-1750) | Giovanni Geronimo Ramolino (1723-1755) ∞ Angela Maria Pietrasanta (1725–1790) | Giovanni Geronimo Ramolino (1723-1755) ∞ Angela Maria Pietrasanta (1725–1790) | Frederik Eugenius van Württemberg (1732-1797) ∞ Frederika Dorothea Sophia van Brandenburg-Schwedt (1736-1798) | Frederik Eugenius van Württemberg (1732-1797) ∞ Frederika Dorothea Sophia van Brandenburg-Schwedt (1736-1798) | Karel Willem Ferdinand van Brunswijk-Wolfenbüttel (1735-1806) ∞ Augusta Frederika van Hannover (1737-1813) | Karel Willem Ferdinand van Brunswijk-Wolfenbüttel (1735-1806) ∞ Augusta Frederika van Hannover (1737-1813) |
| Grootouders                                        | Carlo Maria Buonaparte 1746-1785) ∞ Maria Laetitia Ramolino (1750-1836)     | Carlo Maria Buonaparte 1746-1785) ∞ Maria Laetitia Ramolino (1750-1836)     | Carlo Maria Buonaparte 1746-1785) ∞ Maria Laetitia Ramolino (1750-1836)       | Carlo Maria Buonaparte 1746-1785) ∞ Maria Laetitia Ramolino (1750-1836)       | Frederik I van Württemberg (1754-1816) ∞ Augusta Caroline van Brunswijk (1764-1788)                           | Frederik I van Württemberg (1754-1816) ∞ Augusta Caroline van Brunswijk (1764-1788)                           | Frederik I van Württemberg (1754-1816) ∞ Augusta Caroline van Brunswijk (1764-1788)                        | Frederik I van Württemberg (1754-1816) ∞ Augusta Caroline van Brunswijk (1764-1788)                        |
| Ouders                                             | Jérôme Bonaparte (1784-1860) ∞ Catharina van Württemberg (1783-1835)        | Jérôme Bonaparte (1784-1860) ∞ Catharina van Württemberg (1783-1835)        | Jérôme Bonaparte (1784-1860) ∞ Catharina van Württemberg (1783-1835)          | Jérôme Bonaparte (1784-1860) ∞ Catharina van Württemberg (1783-1835)          | Jérôme Bonaparte (1784-1860) ∞ Catharina van Württemberg (1783-1835)                                          | Jérôme Bonaparte (1784-1860) ∞ Catharina van Württemberg (1783-1835)                                          | Jérôme Bonaparte (1784-1860) ∞ Catharina van Württemberg (1783-1835)                                       | Jérôme Bonaparte (1784-1860) ∞ Catharina van Württemberg (1783-1835)                                       |
| Napoleon Jozef Karel Paul Bonaparte (1822-1891)    |                                                                             |                                                                             |                                                                               |                                                                               | | | | |

- Biblioteca Nacional de España: XX1696002
- Bibliothèque nationale de France: cb14539256j (data)
- Gemeinsame Normdatei: 101921632
- International Standard Name Identifier: 0000 0001 0929 9473
- Library of Congress Control Number: n50075988
- Base Léonore: LH//277/60
- Nationale Bibliotheek van Tsjechië: js2018994712
- Nationale Bibliotheek van Israël: 987007265705805171
- Nederlandse Thesaurus van Auteursnamen: 068246501
- Istituto Centrale per il Catalogo Unico: RAVV060512
- LIBRIS: 300290
- SNAC: w6gq8qbm
- Système universitaire de documentation: 078526965
- Virtual International Authority File: 103645462
- WorldCat: E39PBJdWPQvCGwFBmGfChyj9jC

Napoleon I · Napoleon II · Jozef · Lodewijk · Napoleon III · Napoleon Eugène Lodewijk · Napoleon Jozef Karel Paul · Napoleon Victor · Lodewijk · Charles Bonaparte